# Путешествие Хамфри Клинкера
«Путешествие Хамфри Клинкера» (англ. The Expedition of Humphry Clinker) — эпистолярный роман британского писателя Тобайаса Смоллетта, опубликованный в 1771 году, в год смерти автора. Считается наиболее значительным его произведением.

## Сюжет
Роман представляет собой подборку писем Мэтью Брамбла и его домочадцев, путешествующих по сельской Англии. В отличие от обычных для той эпохи эпистолярных романов у Смоллетта персонажи, заметно различающиеся по общественному положению, возрасту, характеру и уровню грамотности, пишут об одних и тех же событиях, благодаря чему достигается комический эффект. Попутно автор делится с читателем своими размышлениями на разные темы.

## Восприятие
«Путешествие Хамфри Клинкера» считается наиболее значительным произведением Смоллетта. Литературоведы отмечают его глубокий психологизм. Влияние романа заметно в творчестве Чарльза Диккенса (в романах «Посмертные записки Пиквикского клуба», «Приключения Оливера Твиста»).